# Clădirea fostei cârmuiri a zemstvei din Soroca
Clădirea fostei cârmuiri a zemstvei este un monument de arhitectură din orașul Soroca, construită în 1876-1877. Este amplasată în axul străzii care mărginea la nord scuarul orășenesc. Reprezintă o clădire compusă din parter și etaj, ridicată pe o terasă a malului înalt, cu fațada orientată spre Nistru. La intrare erau amenajate scări dispuse în trei rampe, mărginite cu baluștri din piatră. În fața intrării este amenajat un portic cu coloane, care susține balconul. Deasupra era montat un orologiu.
Clădirea a fost construită în 1876 și inaugurată la 12 octombrie 1877, deși fu ocupată deja în mai 1877. În clădire și-au stabilit sediul Direcția Zemstvei, biroul militar, congresul judecătorilor de împăcare și secția judecătoriei regionale. În 1895, autoritățile locale cer unui grup de ingineri să inspecteze clădirea. Aceștia au recomandat realizarea imediată a unor lucrări de drenaj pentru a apăra clădirea de apele subterane. Lucrările au fost efectuate sub supravegherea tehnicianului Zemstvei I. O. Bek. Cu toate acestea, reparațiile au fost nereușite, astfel încât peste un secol, în anii 1990, clădirea a fost devastată de apele subterane și de un mic incendiu.
Clădirea se află în stare de degradare avansată.